# سانتا آنا (إسبانيا)
بلدية سانتا آنا (بالإسبانية: Santa Ana)‏، هي بلدية تقع في مقاطعة قصرش والتي تقع في منطقة إكستريمادورا، غرب إسبانيا.
يبلغ عدد سكانها 351 نسمة وفقاً لإحصائية سنة (2002).